# 足立兼敏
足立 兼敏（あだち かねとし、1947年8月26日 - 2022年4月24日）は、元アマチュア野球選手、監督である。

## 来歴・人物
大谷高等学校では、1965年の第37回選抜高等学校野球大会に出場した経験がある。高校卒業後に龍谷大学に進学。
コーチを経て1979年秋から2001年までに龍谷大学の監督を務め、1998年には大学選手権で河端龍を擁して30年ぶりのベスト4に進出したほか、山本樹、木元邦之らをプロへ送り出した。2013年10月から大谷高等学校の監督を務めている。